# Upplands runinskrifter 770
Upplands runinskrifter 770 är en vikingatida runsten av grå granit med röda inslag i Tjursåker, Ristingsbro, Vårfrukyrka socken och Enköpings kommun. Runstenen är 2,4 meter hög och triangulär med två sidor ristade. Runhöjden är 7-10,5 centimeter. Stenen pryds av två halvmeterstora hästar mitt på ristningen.
Stenen är ristad av Balle och är ett vackert exempel på hans konst.
Kvinnonamnet "Hedendis", som nämns på ristningen, finns också omnämnt på runstenen U 1151. Det är samma kvinna som avses på de båda stenarna. U 770 är något äldre än U 1151.

## Inskriften
Translitterering av runraden:
· hiþintis · auk · erntis · þaʀ · letu · rasa · stan · at ·· yfaik · faþur · sin · koþan · bali · risti · stan ÷
Normalisering till runsvenska:
Heðindis ok Ærindis þaʀ letu ræisa stæin at Ofæig, faður sinn goðan. Balli risti stæin.
Översättning till nusvenska:
Hedendis och Ärndis de läto resa stenen efter Ofeg, sin gode fader. Balle ristade stenen.